# FC Stumbras
Az FC Stumbras egy litván labdarúgóklub, melynek székhelye Kaunasban található. A csapat jelenleg a litván első osztályban szerepel.

## Története
A klubot 2013-ban alapították a Litván Nemzeti Labdarúgó Akadémia (Nacionalinė Futbolo Akademija) által. Első idényükben a harmadosztály déli csoportjában indultak el, ekkor a csapatban többnyire 20 év alatti játékosok játszottak. A második helyen végeztek és feljutottak a másodosztályba (I Lyga). A 2014-es idényben néhány tapasztaltabb labdarúgóval kiegészülve megnyerték a másodosztály küzdelmeit és feljutottak az első osztályba (A Lyga). Így a második legnagyobb litván városnak három év után ismét lett első osztályú csapata. Legutoljára az FBK Kaunas képviselte a várost, mely 2012-ben megszűnt.
2017-ben megnyerték a litván kupát és elindulhattak az Európa-liga 2018–19-es sorozatában, ahol a ciprusi Apóllon Lemeszú csapatával találkoztak. Az első találkozót hazai pályán 1–0-ra megnyerték, a visszavágón pedig 2–0-s vereséget szenvedtek, így 2–1-es összesítéssel kiestek.
2019 nyarán a klub megszűnt. Végül őket eltávolították az elit részlegből.

## Litván bajnokság
| Szezon | Szint | Līga                | Helyezés | web   |
| ------ | ----- | ------------------- | -------- | ----- |
| 2013   | 3.    | Antra lyga (Pietūs) | 2.       | [ 2 ] |
| 2014   | 2.    | Pirma lyga          | 1.       | [ 3 ] |
| 2015   | 1.    | A lyga              | 7.       | [ 4 ] |
| 2016   | 1.    | A lyga              | 5.       | [ 5 ] |
| 2017   | 1.    | A lyga              | 7.       | [ 6 ] |
| 2018   | 1.    | A lyga              | 4.       | [ 7 ] |
| 2019   | 1.    | A lyga              | 8.       | [ 8 ] |

## Sikerlista
- Litván másodosztály
  - Győztes (1): 2014
- Litván kupa
  - Győztes (1): 2017
- Litván szuperkupa
  - Döntős (1): 2018

## Nemzetközi szereplés
| Szezon  | Kupasorozat | Forduló | Ellenfél        | Hazai | Vendég | Össz. |
| ------- | ----------- | ------- | --------------- | ----- | ------ | ----- |
| 2018–19 | Európa-liga | 1SK     | Apóllon Lemeszú | 1−0   | 0–2    | 1–2   |

- 1SK =1. selejtezőkör

## Edzők
- Gerhardas Kvedaras (2010–2014)
- Rolandas Čepkauskas (2014–2015)
- Darius Gvildys (2015-2016)
- Mariano Barreto (2016-2018)
- Joao Luis Martins (2019)